# Borja Luna
Pour les articles homonymes, voir Luna.
Borja Luna, né à Madrid le 14 novembre 1984, est un comédien de théâtre et acteur espagnol.

## Biographie
Diplômé en 2007 de l'Académie royale supérieure d'art dramatique de Madrid, Borja Luna travaille dans sa jeunesse avec les metteurs en scène Josep-María Flotats et Ernesto Caballero. Il intègre en suite le célèbre Teatro Espagnol de Madrid.   
En 2015, il est révélé au théâtre dans son rôle dans l'adaptation du livre Le Labyrinthe magique de Max Aub, qu décrit la déportation au camp de concentration de Los Almendros d'Alicante sous l'Espagne franquiste.  
En 2017, il est l'un des protagonistes de la série espagnole Les Demoiselles du téléphone diffusée par Netflix.
En 2024, il acquiert une audience internationale grâce à son rôle de Néstor Moa, oncologue et syndicaliste, dans la série médicale espagnole Respira du cinéaste Carlos Montero Castiñeira, dans laquelle jouent notamment Aitana Sánchez-Gijón, Blanca Suárez et Manu Ríos et Najwa Nimri, l'actrice principale qu'il admire. Borja Luna fait partie du casting de la suite de la série prévue en 2025.

## Télévision
- (2017-2020) : Les Demoiselles du téléphone, série télévisée de Ramón Campos;
- (2024-2025) : Respira, série télévisée de Carlos Montero[7].

## Récompenses
- 2015 :  Prix de la révélation masculine de l'Académie centrale d'art dramatique de Pékin pour Le Labyrinthe magique, pièce de théâtre adaptée du livre de Max Aub[10].